# Office of Government Commerce

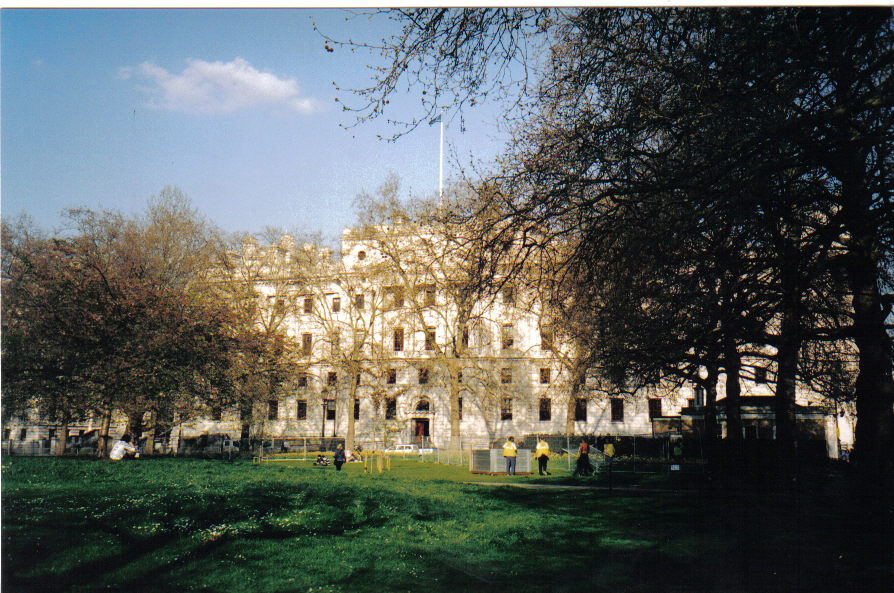
Horse Guards Road

 (septembre 2013).
Si vous disposez d'ouvrages ou d'articles de référence ou si vous connaissez des sites web de qualité traitant du thème abordé ici, merci de compléter l'article en donnant les références utiles à sa vérifiabilité et en les liant à la section « Notes et références ».
L'Office of Government Commerce (OGC) fait partie du département Cabinet Office, Efficiency and Reform Group, du gouvernement du Royaume-Uni.
Le but de l'OGC est d'améliorer le fonctionnement du secteur public au Royaume-Uni au niveau approvisionnement et acquisition (« procurement » : achats publics), et ce via une organisation en processus et une négociation de prestations ponctuelles. Cette mesure vise à améliorer la valeur de l'argent du contribuable. Des organisations similaires peuvent être trouvées dans certains pays européens, par exemple Hansel Ltd en Finlande et Consip en Italie.
L'OGC est à l'origine du référentiel de management des systèmes d'information ITIL, de la méthode de gestion de projets PRINCE2 et de la méthode de gestion de portefeuilles de projets P3M3.
L'office en tant que tel a été supprimé en 2011.